# Cologny
Cologny (toponimo francese) è un comune svizzero di 5 531 abitanti del Canton Ginevra.

## Geografia fisica
Cologny è affacciato sul Lago di Ginevra.

## Storia
Il comune di Cologny è stato istituito nel 1800.

## Monumenti e luoghi d'interesse
- Chiesa riformata (già di Pietro)[1];

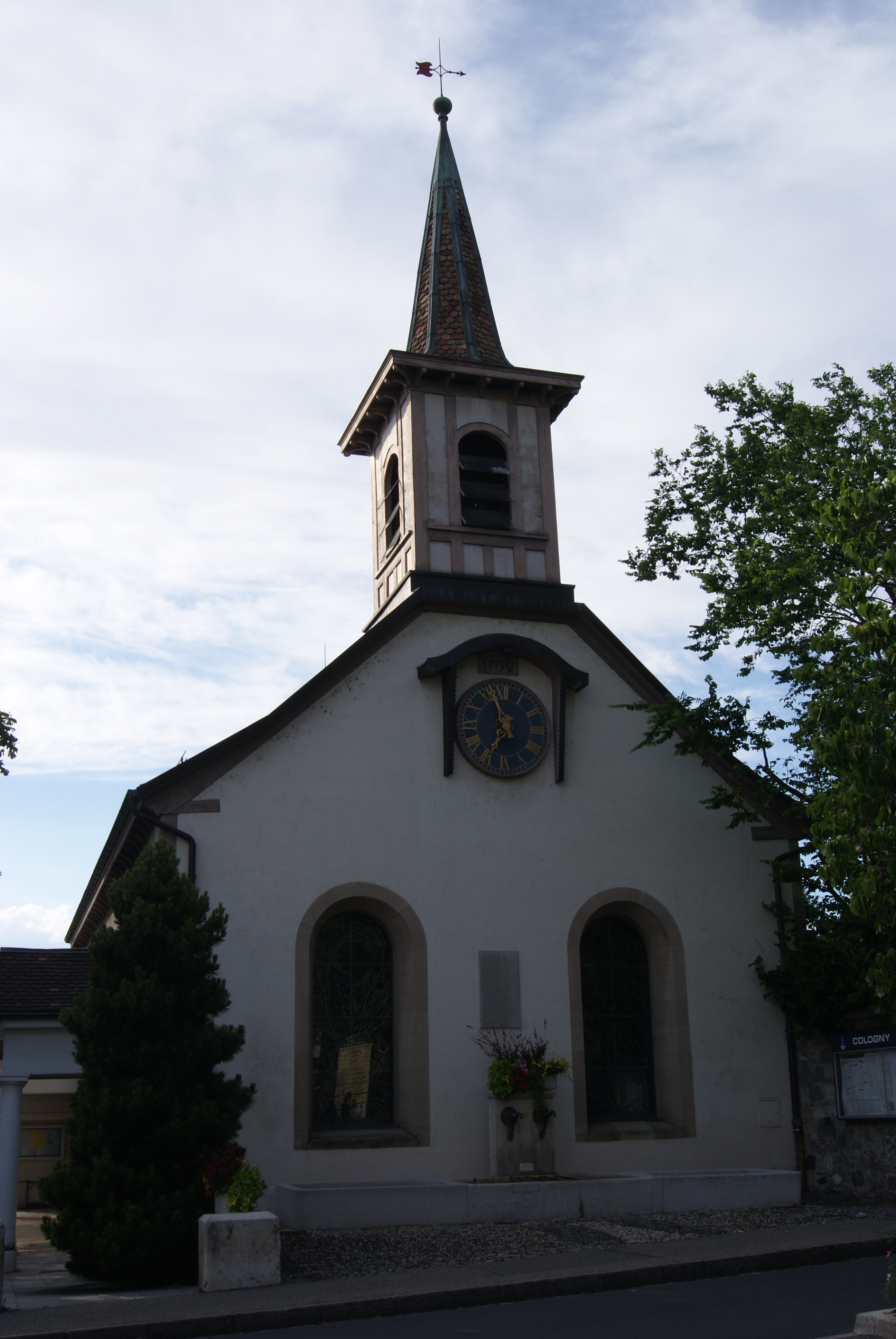
La chiesa riformata

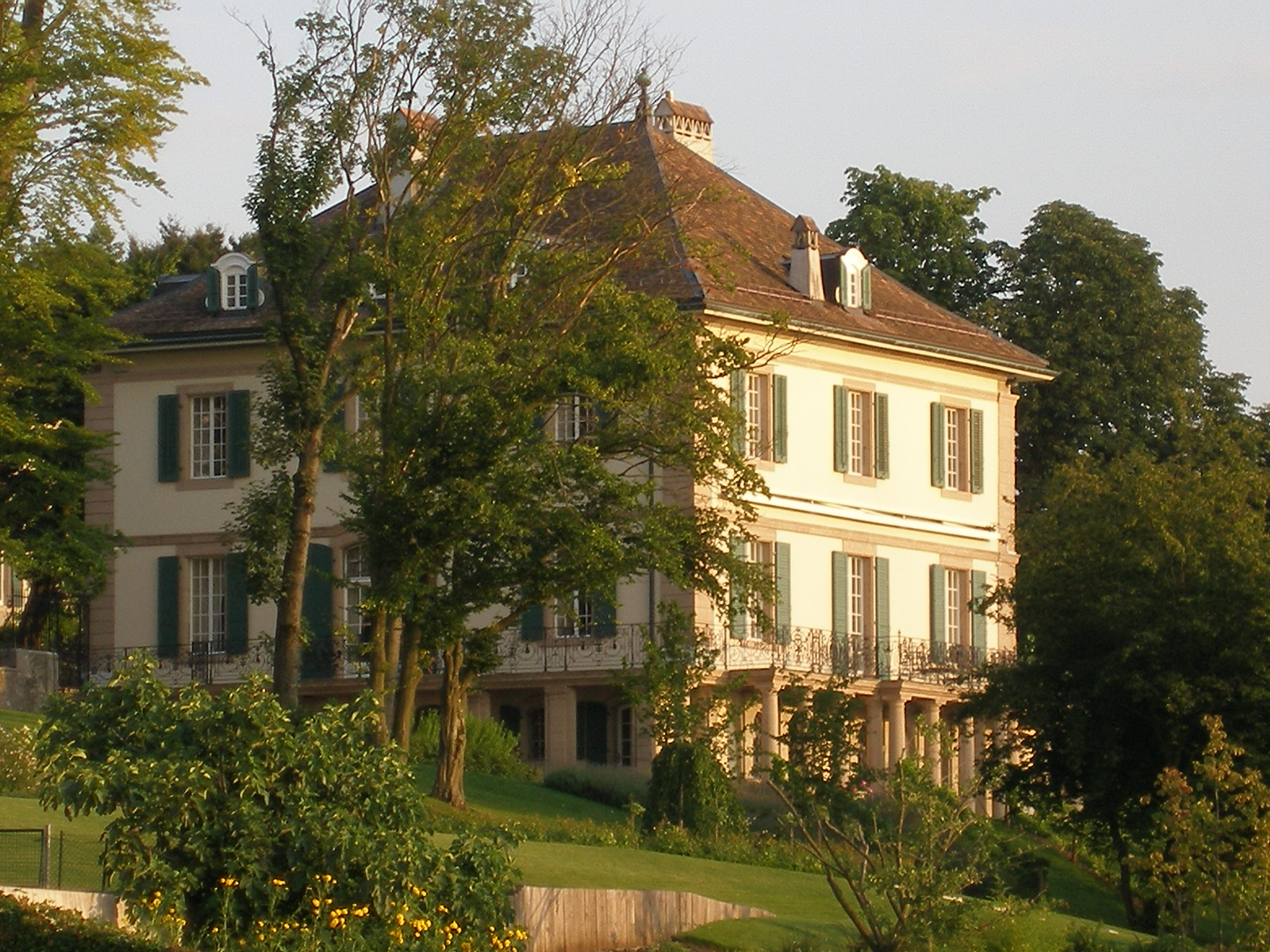
Villa Diodati

- Villa Diodati, eretta nel XVIII secolo[1].

## Società

### Evoluzione demografica
L'evoluzione demografica è riportata nella seguente tabella:
Abitanti censiti

### Istituzioni, enti e associazioni
A Cologny ha sede il Forum economico mondiale.

## Cultura

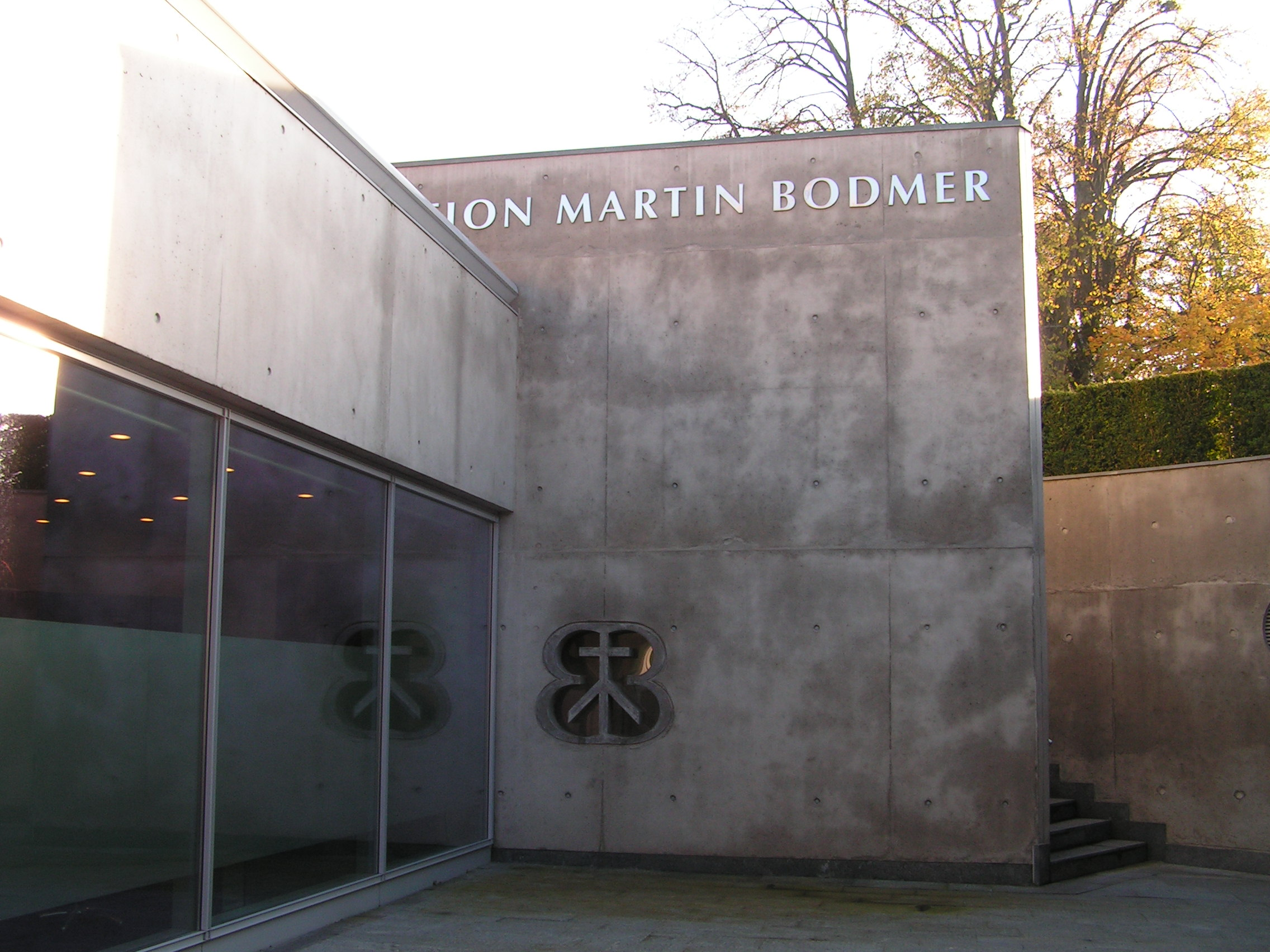
La Fondazione Martin Bodmer

A Cologny ha sede la Fondazione Martin Bodmer, la cui biblioteca conserva i Papiri Bodmer.

## Amministrazione
Ogni famiglia originaria del luogo fa parte del comune patriziale che ha la responsabilità della manutenzione di ogni bene comune.